# Forensische entomologie

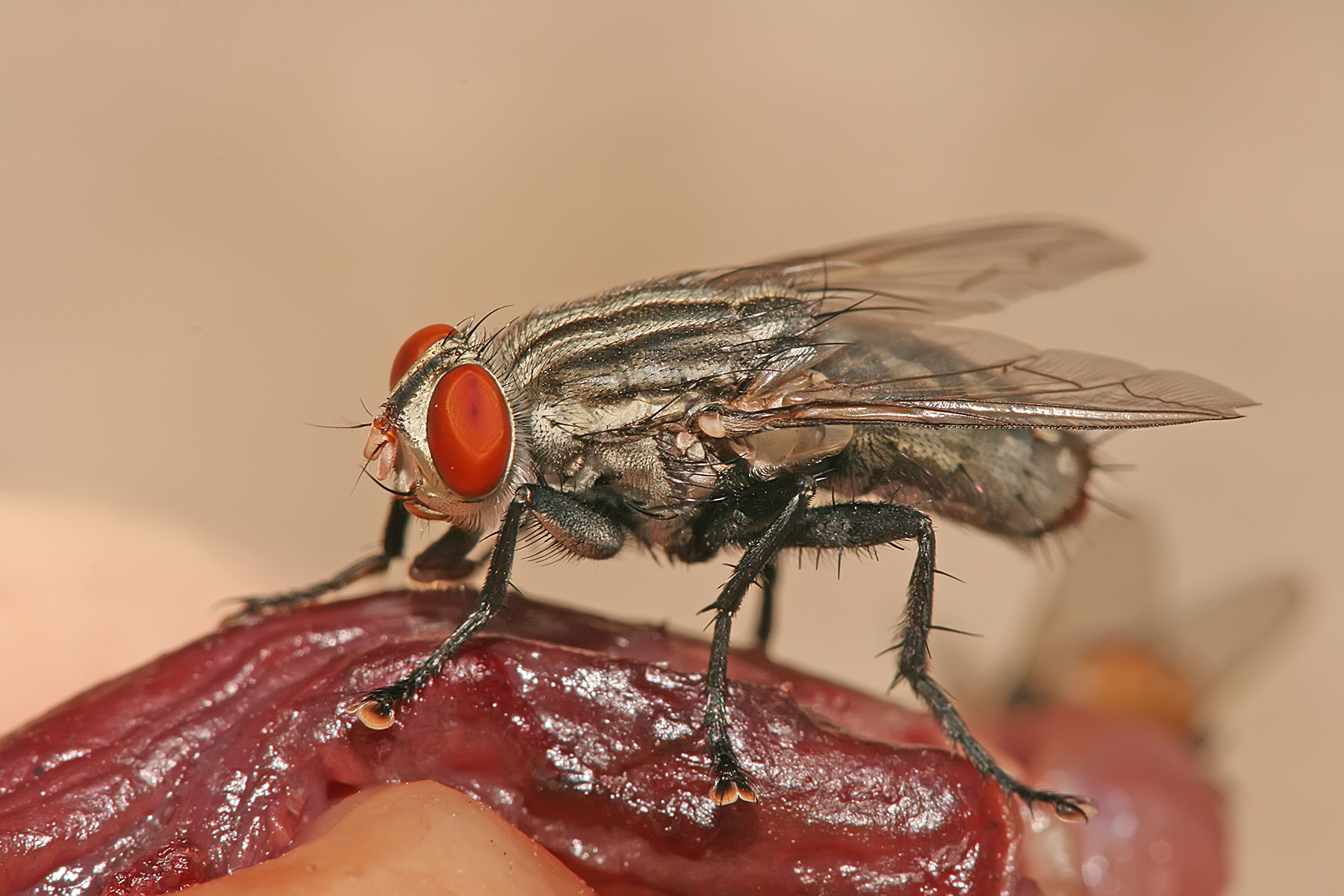
Vleesvlieg op ontbindend vlees

Forensische entomologie is een vorm van forensisch onderzoek die de entomologie gebruikt voor misdaadbestrijding.
De forensische entomologie maakt gebruik van het gegeven dat bepaalde insectensoorten (vooral vliegen) hun eieren binnen een bepaald tijdsbestek op een lijk komen leggen en hun larven, de maden, ook weer binnen een bepaald tijdsbestek zich te goed doen aan de voedselbron, zich verpoppen en als volwassen vlieg wegvliegen. Omdat deze tijdsduren voor verschillende soorten vliegen goed bekend zijn, is het mogelijk om door het stadium waarin het proces zich bevindt vrij nauwkeurig vast te stellen wanneer de dood is ingetreden, mits de omgevingsomstandigheden die bij het lichaam van toepassing waren bekend zijn. Met name de omgevingstemperatuur is van groot belang bij de groei- en verpoppingssnelheid. Andere zaken die invloed kunnen hebben zijn onder meer alcohol (vertraging) en cocaïne (versnelde groei). Bij moordgevallen is dat soort informatie soms van groot belang om de bewijsvoering tegen een verdachte rond te krijgen of om diens onschuld aan te tonen. Ook andere insecten dan vliegen, met name vele soorten kevers, komen voor op kadavers waarbij er een duidelijke volgorde in het kolonisatieproces aan te wijzen is. Dit fenomeen staat bekend onder de naam successie.